# Brouwerij en stokerij Wilderen
Brouwerij en stokerij Wilderen is een Belgische brouwerij en voormalige stokerij gelegen te Wilderen in de provincie Limburg. Het bedrijf is gevestigd in de historische Hoeve Nicolaï, aan Wilderenlaan 8.

## Geschiedenis
De oudste delen van de hoeve gaan terug tot 1665. De brouwerij was er al vanaf 1642. Het betrof een kleinschalige brouwerij, zoals die zich op menige grote hoeve bevond. Later kwamen hier het bakhuis, de wasserij en de wasserij van de hoeve. In 1773 werd deze hoeve nog uitgebreid met een zeer grote vakwerkschuur.
Vanaf 1890 werd de boerderij uitgebreid met een landbouwstokerij. Deze had mout als grondstof en leverde alcohol aan tal van jeneverstokerijen door heel België. Van 1905 tot 1906 kreeg deze stokerij een meer industrieel karakter. Er werd een hoog industriegebouw toegevoegd. Initiatiefnemer was toenmalig burgemeester van Wilderen, Emile Nicolaï. Emile had het stoken geleerd in de suikerfabriek van Bernissem. In 1913 kwam er een grote rectificeerkolom om een zuiverder product te vervaardigen. Ook was er een stoommachine met stoomketel (uit 1905) van 40 pk, die ook elektriciteit opwekte en deze aan het dorpje leverde. Aangezien er 's nachts niet gestookt werd, moest de overdag geproduceerde elektriciteit daartoe deels in accu's worden opgeslagen. De installatie bleef werken tot 1939. In 1946 huurde Ferdinand Bruynincx uit Dendermonde de stokerij, maar de herstart mislukte door een gebrek aan grondstoffen. In 1948 werd de stokerij definitief buiten gebruik gesteld.

## Gebouwen
Op 14 november 1984 werd de vierkantshoeve samen met het stokerijgebouw en de nagenoeg intacte stookinstallatie beschermd erfgoed.

## Heden
In 2007 kochten Mike Janssen en Roniek Van Bree deze Haspengouwse boerderij en restaureerden de, sterk in verval geraakte, gebouwen.
Er werd een nieuwe brouwerij van Italiaanse makelij en distilleerderij geïnstalleerd en sinds augustus 2011 brengt men twee bieren, een jenever (Wilderen Graanjenever), een gin (Double You Gin) en een derde destillaat (Wilderen Eau-de-Bière) op de markt, later volgden twee nieuwe bieren (Wilderen kriek in 2012 en Cuvée Clarisse in 2013) en in 2014 brachten ze een whisky (Wild Weasel) uit. Nog later kwamen ook Wilderen Wiggle en een rum (Omerta) uit.
Brouwmeester Roland Vanderlinden brouwt telkens brouwsels van 22 hl en de vijf gist- en lagertanks hebben een totale capaciteit van 220 hl. In 2013 werden er 3 gisttanks bijgeplaatst die de capaciteit verhogen tot 670 hl.
Sinds 2011 wordt er ook opnieuw gestookt met een nieuwe stookinstallatie. De apparatuur is van Duitse makelij.

## Bieren

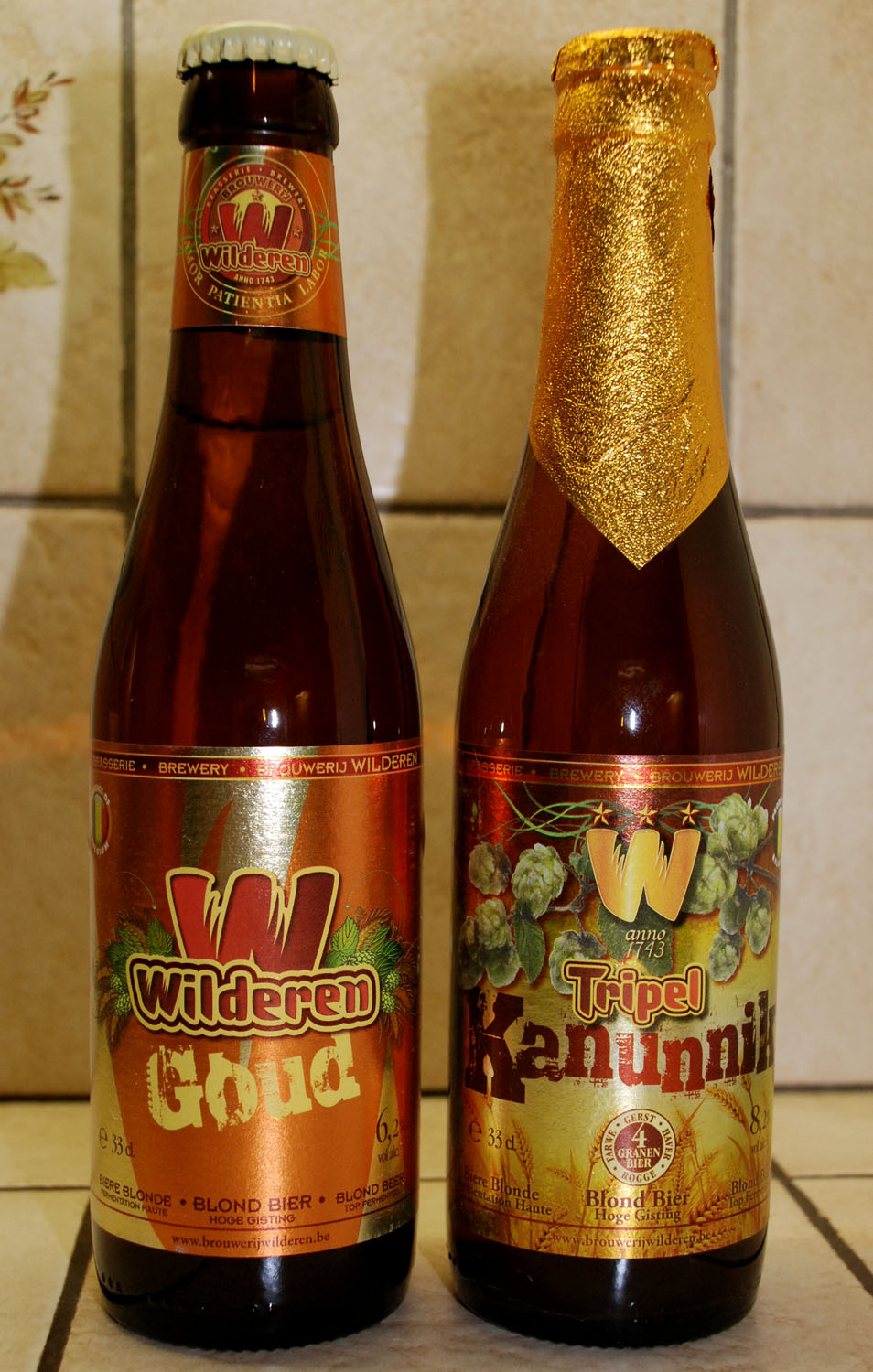
Bieren Wilderen

- Cuvée Clarisse, 9,2%
- Tripel Kanunnik, 8,2%
- Wilderen Goud, 6,2%
- Wilderen Kriek, 3,5%

## Distillaten
- Wilderen Graanjenever, 32%
- Wilderen Eau-de-Bière, 32%
- Double You Gin, 43,7%
- Wild Weasel (Whisky)
  - Single Malt, 46%
  - Cask Strength, 62,4%
  - Finest Blend, 40%
- Wilderen Wiggle
  - Wiggle Red Fruits, 18%
  - Wiggle Brown Cookies, 18%
- Omerta (Rum), 35%